# عاقله‌مردهای دست‌ودلباز
عاقله‌مردهای دست‌ودلباز (به انگلیسی: Sugar Daddies) یک فیلم کوتاه کمدی و صامت آمریکایی بود که در سال ۱۹۲۷ میلادی منتشر شد. این فیلم مربوط به قبل از همکاری رسمی آن دو تحت عنوان لورل و هاردی می‌شود. این گروه طی سال‌های ۱۹۲۱ تا ۱۹۵۱ حدود ۱۰۷ فیلم بازی کردند.

## بازیگران
در این فیلم استن لورل، اولیور هاردی، جیمز فینلیسون، یوجین پلت، شارلوت مینو، نوآ یانگ و چارلی هال ایفای نقش کردند.